# Keane Live 06
Keane Live 06 foi uma série de edições limitadas de álbuns ao vivo, produzidas por ConcertLive, com músicas gravadas durante as apresentações da banda inglesa Keane em outubro de 2006, inseridas na turnê do álbum Under the Iron Sea. 

## Faixas
17 de outubro de 2006 - Hull
1. The Iron Sea
2. Put It Behind You
3. Everybody's Changing
4. Leaving So Soon?
5. We Might As Well Be Strangers
6. Nothing In My Way
7. Bend And Break
8. Try Again
9. Your Eyes Open
10. Hamburg Song
11. Can't Stop Now
12. The Frog Prince
13. Crystal Ball
14. A Bad Dream
15. The Sun Ain't Gonna Shine (Anymore)
16. Broken Toy
17. Somewhere Only We Know
18. Is It Any Wonder?
19. Atlantic
20. This Is The Last Time
21. Bedshaped

18 de outubro de 2006 - Manchester
1. The Iron Sea
2. Put It Behind You
3. Everybody's Changing
4. Leaving So Soon?
5. We Might As Well Be Strangers
6. Nothing In My Way
7. Bend And Break
8. Try Again
9. Your Eyes Open
10. Hamburg Song
11. Can't Stop Now
12. The Frog Prince
13. Crystal Ball
14. A Bad Dream
15. Broken Toy
16. Somewhere Only We Know
17. Is It Any Wonder?
18. Atlantic
19. This Is The Last Time
20. Bedshaped

19 de outubro de 2006 – Aberdeen
1. The Iron Sea
2. Put It Behind You
3. Everybody's Changing
4. Leaving So Soon?
5. We Might As Well Be Strangers
6. Nothing In My Way
7. Bend And Break
8. Try Again
9. Your Eyes Open
10. Hamburg Song
11. Can't Stop Now
12. The Frog Prince
13. A Bad Dream
14. This Is The Last Time
15. Broken Toy
16. Somewhere Only We Know
17. Is It Any Wonder?
18. Atlantic
19. Crystal Ball
20. Bedshaped

21 de outubro de 2006 - Reading
1. The Iron Sea
2. Put It Behind You
3. Everybody's Changing
4. Leaving So Soon?
5. We Might As Well Be Strangers
6. Nothing In My Way
7. Bend And Break
8. Try Again
9. Your Eyes Open
10. Hamburg Song
11. Can't Stop Now
12. The Frog Prince
13. A Bad Dream
14. This Is The Last Time
15. Broken Toy
16. Somewhere Only We Know
17. Is It Any Wonder?
18. Atlantic
19. Crystal Ball
20. Bedshaped

22 de outubro de 2006 - Wolverhampton
1. The Iron Sea
2. Put It Behind You
3. Everybody's Changing
4. Leaving So Soon?
5. We Might As Well Be Strangers
6. Nothing In My Way
7. Bend And Break
8. Try Again
9. Your Eyes Open
10. Hamburg Song
11. Can't Stop Now
12. The Frog Prince
13. A Bad Dream
14. This Is The Last Time
15. Broken Toy
16. Somewhere Only We Know
17. Is It Any Wonder?
18. Atlantic
19. Crystal Ball
20. Bedshaped

23 de outubro de 2006 - Plymouth
1. The Iron Sea
2. Put It Behind You
3. Everybody's Changing
4. Leaving So Soon?
5. We Might As Well Be Strangers
6. Nothing In My Way
7. Bend And Break
8. Try Again
9. Your Eyes Open
10. Hamburg Song
11. Can't Stop Now
12. The Frog Prince
13. A Bad Dream
14. This Is The Last Time
15. Broken Toy
16. Somewhere Only We Know
17. Is It Any Wonder?
18. Atlantic
19. Crystal Ball
20. Bedshaped

25 de outubro de 2006 - Brighton
1. The Iron Sea
2. Put It Behind You
3. Everybody's Changing
4. Leaving So Soon?
5. We Might As Well Be Strangers
6. Nothing In My Way
7. Bend And Break
8. Try Again
9. Your Eyes Open
10. Hamburg Song
11. Can't Stop Now
12. The Frog Prince
13. A Bad Dream
14. This Is The Last Time
15. Broken Toy
16. Somewhere Only We Know
17. Is It Any Wonder?
18. Atlantic

26 de outubro de2006 – Londres
1. The Iron Sea
2. Put It Behind You
3. Everybody's Changing
4. Leaving So Soon?
5. We Might As Well Be Strangers
6. Nothing In My Way
7. Bend And Break
8. Try Again
9. Your Eyes Open
10. Hamburg Song
11. Can't Stop Now
12. The Frog Prince
13. A Bad Dream
14. This Is The Last Time
15. Broken Toy
16. Somewhere Only We Know
17. Is It Any Wonder?
18. Atlantic
19. Crystal Ball
20. Bedshaped

27 de outubro de 2006 - Londres
1. The Iron Sea
2. Put It Behind You
3. Everybody's Changing
4. Leaving So Soon?
5. We Might As Well Be Strangers
6. Nothing In My Way
7. Bend And Break
8. Try Again
9. Your Eyes Open
10. Hamburg Song
11. Can't Stop Now
12. The Frog Prince
13. A Bad Dream
14. This Is The Last Time
15. Broken Toy
16. Somewhere Only We Know
17. Is It Any Wonder?
18. Atlantic
19. Crystal Ball
20. Bedshaped